# 中国キリスト教布教史

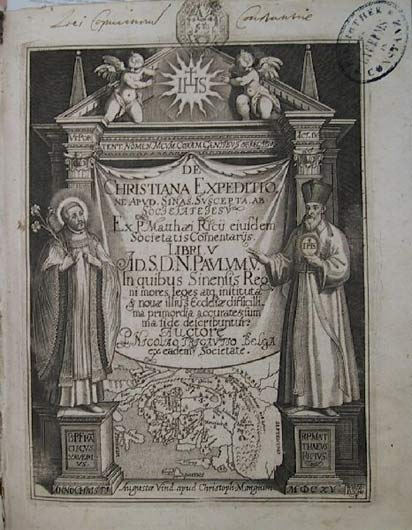
標題紙

『中国キリスト教布教史』（ちゅうごくキリストきょうふきょうし、イタリア語: Della entrata della compagnia di Gesù e christianità nella Cina、ラテン語: De Christiana expeditione apud Sinas suscepta ab Societate Jesu、直訳: イエズス会によるキリスト教のチーナ布教について、中国語: 利瑪竇中國札記＝マテオ・リッチの中国ノート、別名: マテオ・リッチの『報告書』）は、イエズス会の中国布教史について、マテオ・リッチがイタリア語で書いた手稿を、ニコラ・トリゴーがラテン語に翻訳・増補した書物。1615年にアウグスブルクで公刊された。
この本はローマ教皇パウルス5世に捧げられた。当時の中国の習慣、法律、社会の原則、中国には新しい宗教であるキリスト教の最も困難な最初の始まりが、ベルギーのニコラ・トリゴー神父によって正確かつ忠実に記述され、執筆されている。この著作には明朝後期の中国の地理、政治、文化、その哲学と宗教の概要が含まれており、キリスト教の中国布教の来歴（主にリッチ自身と彼の仲間のイエズス会士の業績）が説明されている。この本は、中国の土壌にキリスト教を植え付けるためのリッチのアプローチ、つまりキリスト教と儒教の間に本質的な互換性があるという前提に基づいた、後の学者がそれを「順応主義」と呼び批判もした方策を明確に述べている。いくつかの進化的変化を伴いながら、この方策は次の世紀にわたって中国のイエズス会宣教師を導き続けた。
中国語に堪能で中国文化に精通しているだけでなく、ヨーロッパ中を旅行した著者によってヨーロッパで出版された中国に関する最初の主要な本であるこのリッチ＝トリゴーの作品は非常に人気があり、少なくとも16版を重ねて、最初の出版から数十年間でヨーロッパ諸言語の地域に影響力があった。 17世紀後半のある時点でデリーで作成されたペルシア語翻訳の存在は、この本がインドのムガール帝国でも流通していたことを示唆している。

## 日本語訳
- マッテーオ・リッチ著、川名公平訳、矢沢利彦注、平川祐弘解説『中国キリスト教布教史』岩波書店〈大航海時代叢書 第2期 8-9〉、1982-1983。ISBN 400008528X, 4000085298。国立国会図書館書誌ID:000001593391